# Station Lage Zwaluwe
Station Lage Zwaluwe (Zlw) is een spoorwegstation in de Nederlandse gemeente Moerdijk aan de spoorlijn Dordrecht - Breda. Het station ligt iets ten noorden van de afsplitsing van de lijn naar Roosendaal. Het is geopend in het jaar 1883. 
Van west naar oost liggen er, afgezien van rangeer- en goederensporen:
- het spoor voor de noordelijke richting van de HSL-Zuid
- het spoor voor de zuidelijke richting daarvan (treinverkeer op de HSL rijdt links)
- een perron
- de sporen van en naar Roosendaal
- een perron
- de sporen van en naar Breda
- een perron

Ten noorden van het station ligt een fly-over voor de overgang van/naar twee sporen (afgezien van de HSL). Ten zuiden van het station gaan de HSL-sporen over de sporen van en naar Roosendaal heen.
Het (tweede) stationsgebouw is in 2000 gesloopt om plaats te maken voor de sporen van de HSL-Zuid. Tot 2003 waren alle sporen te bereiken door middel van overwegen. Vanaf dat moment is er een glazen voetgangersbrug over de sporen heen. Dit is gedaan om de oversteek van de HSL-Zuid ongelijkvloers te maken. Er zijn nog twee overpaden met Automatische Overpad Bomen die de drie perrons verbinden, waardoor (naast de lift aan het stationsplein) volstaan kan worden met alleen een lift naar het middelste perron. Er zijn twee kleine wachtkamers midden op de voetgangersbrug, met uitzicht op de sporen.
Station Lage Zwaluwe ligt ongeveer 6 kilometer van het dorp Lage Zwaluwe. Buslijn 172 verbindt het station met het dorp. De dorpen Moerdijk en Zevenbergschen Hoek liggen dichter bij het station dan Lage Zwaluwe zelf.
In de Stationsbelevingsmonitor 2019 van de NS eindigde het station als laatste waarmee het volgens de NS het minst populaire station van Nederland is. De NS verklaart dit mede door de afstand van het station tot het dorp en de ligging naast de snelweg. In 2022, 2023 en 2024 werd het station opnieuw het minst populair gevonden. 

## Spoorindeling
| Spoor | Spoorlijn    | Richting                                |
| ----- | ------------ | --------------------------------------- |
| 1・3  | Staatslijn I | Richting Breda                          |
| 1・3  | Spoorlijn 12 | Richting Roosendaal                     |
| 2・4  | Staatslijn I | Richting Dordrecht & Rotterdam Centraal |

## Treinen
Gedurende de dienstregeling 2025 stoppen de volgende treinseries op dit station:
| Serie | Treinsoort    | Route                                                                                      | Bijzonderheden                                                                 |
| ----- | ------------- | ------------------------------------------------------------------------------------------ | ------------------------------------------------------------------------------ |
| 5900  | Sprinter (NS) | Dordrecht – Lage Zwaluwe – Roosendaal                                                      | Rijdt na 20:00 uur en in het weekend 1x/uur.                                   |
| 6600  | Sprinter (NS) | Dordrecht – Lage Zwaluwe – Breda – Tilburg – 's-Hertogenbosch – Nijmegen – Arnhem Centraal | Rijdt alleen doordeweeks tot 19:00 uur tussen Nijmegen en Arnhem Centraal v.v. |

## Bussen
Bij dit station kan men overstappen op de volgende buslijnen van Arriva:
- Lijn 172: Breda - Terheijden - Wagenberg - Hooge Zwaluwe - Lage Zwaluwe - Station Lage Zwaluwe (streekbus)
- Lijn 177: Station Lage Zwaluwe - Moerdijk Haven (streekbus)
- Lijn 218: Zevenbergen - Moerdijk - Station Lage Zwaluwe - Zevenbergschen Hoek - Langeweg (buurtbus)

## Voorzieningen
Aan beide zijden van het station zijn fietskluizen en onbewaakte fietsenstallingen. Verder is er een groot P+R-terrein.

## Ontwikkeling aantal reizigers
Het aantal door NS vervoerde reizigers (per gemiddelde werkdag) ontwikkelde zich sedert 2019 als volgt:
| Jaar | Aantal reizigers |
| ---- | ---------------- |
| 2019 | 965              |
| 2020 | 439              |
| 2021 | 544              |
| 2022 | 764              |
| 2023 | 865              |
| 2024 | 852              |

## Afbeeldingen

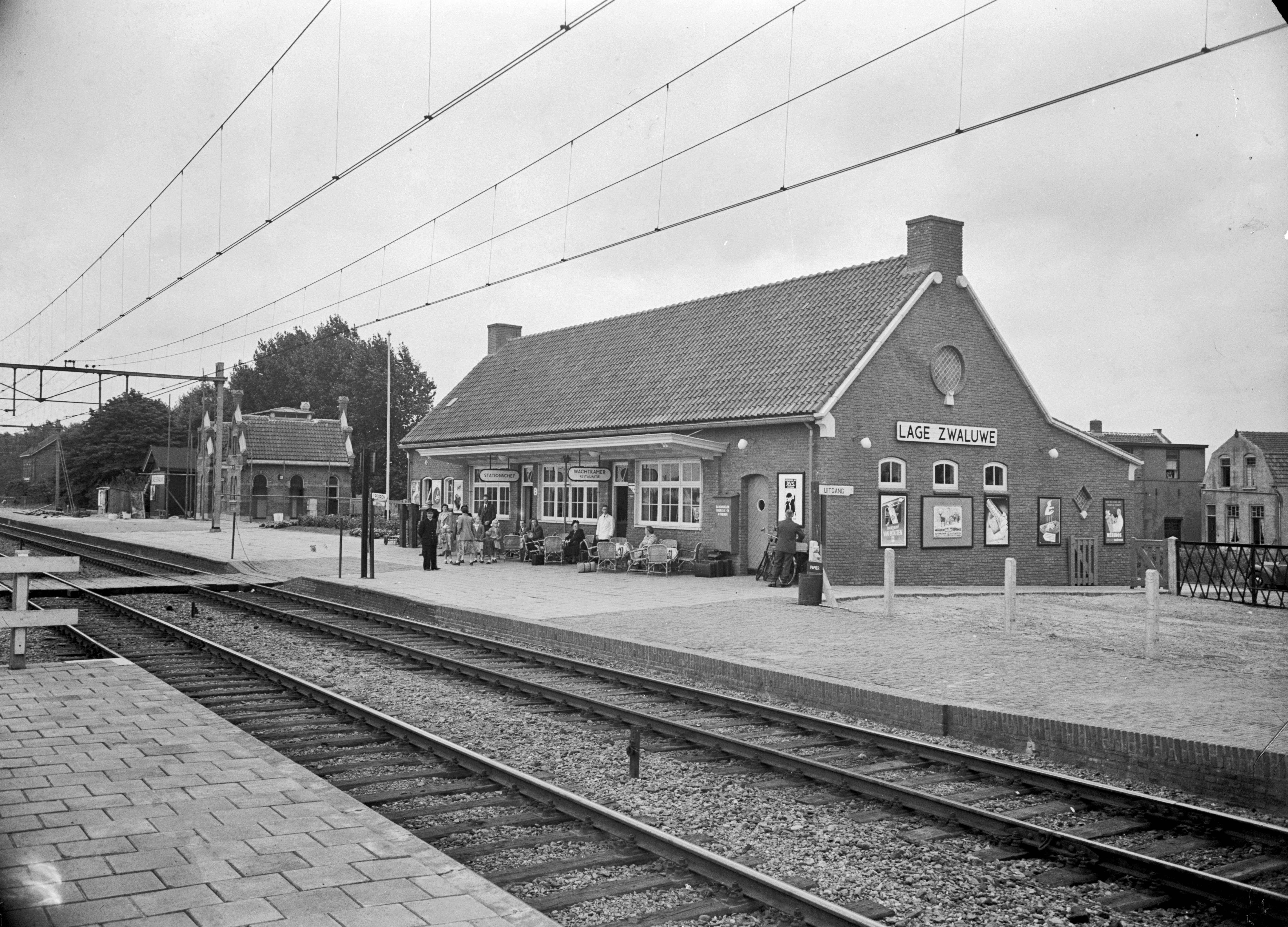
Stationsgebouw in 1950
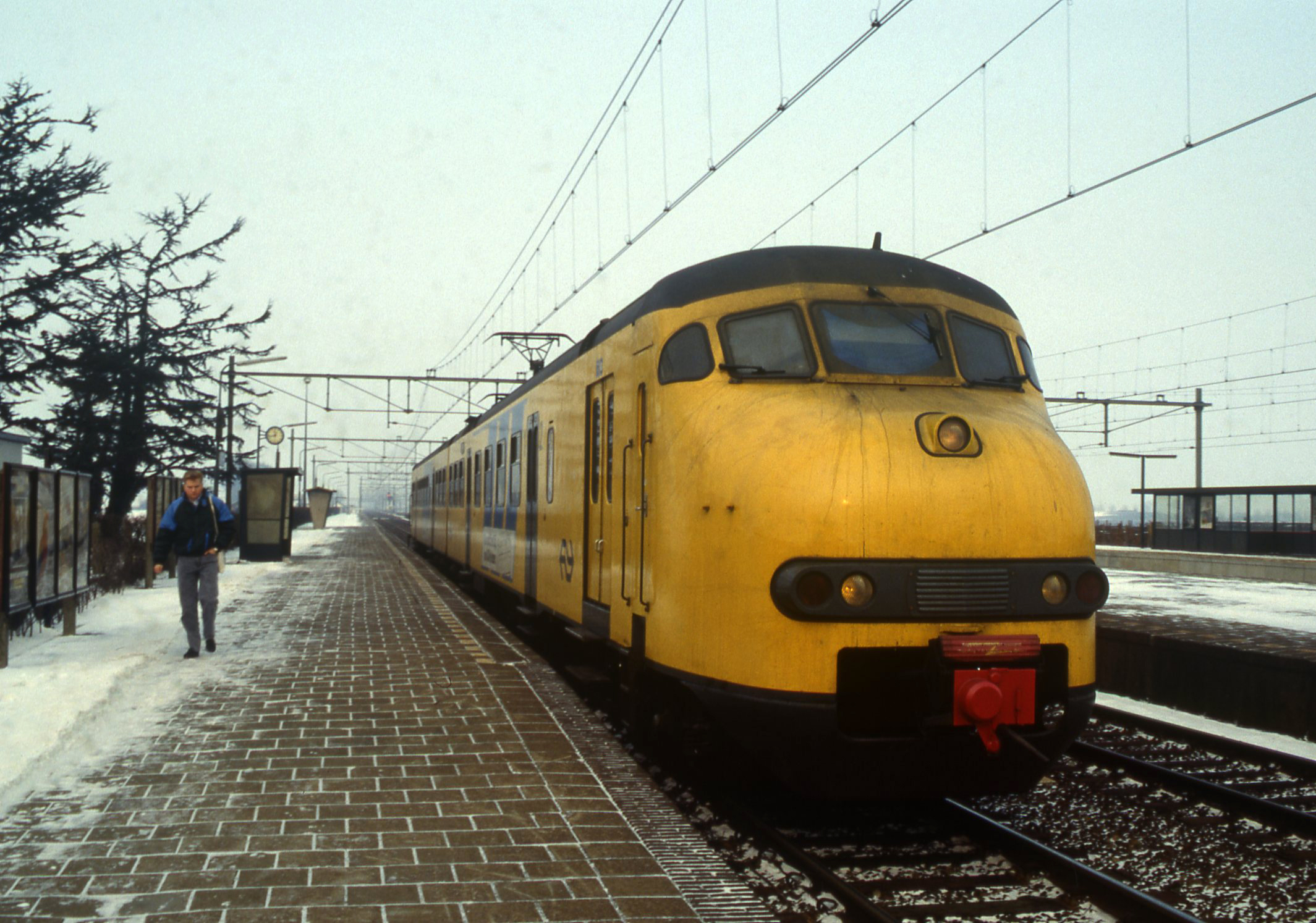
Trein op het station in 1991
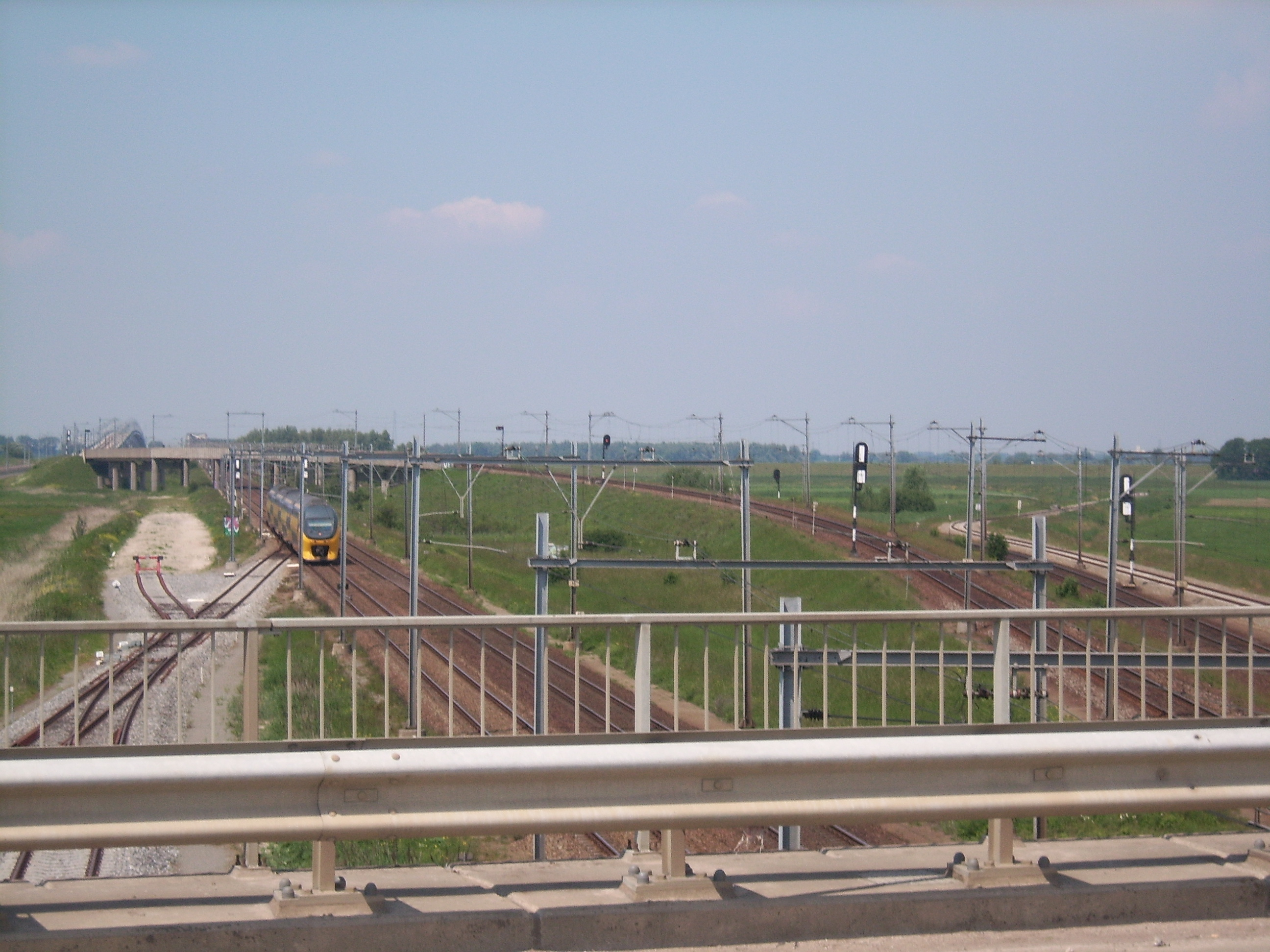
Staatslijn I nabij het station van Lage Zwaluwe
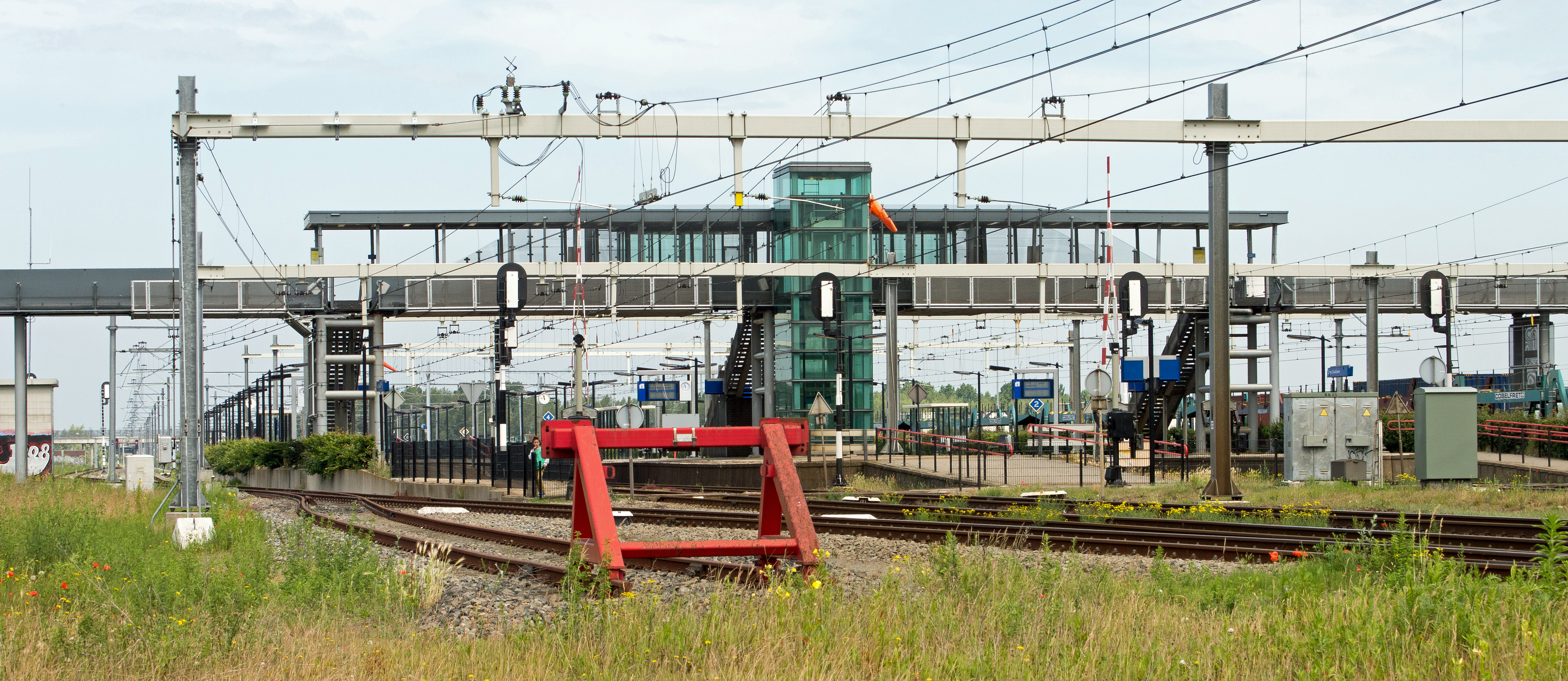
Perrons in 2013
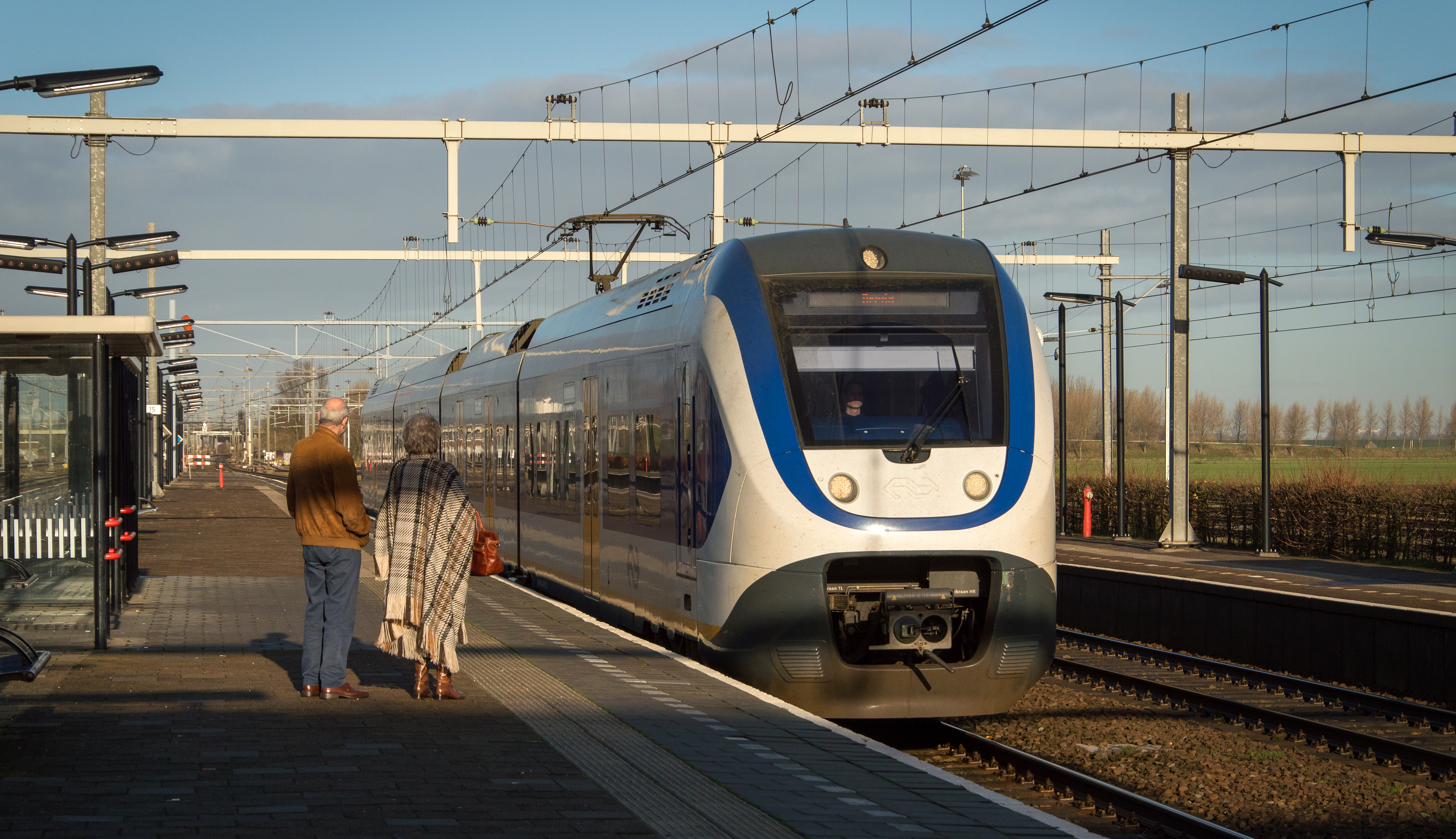
SLT op het station
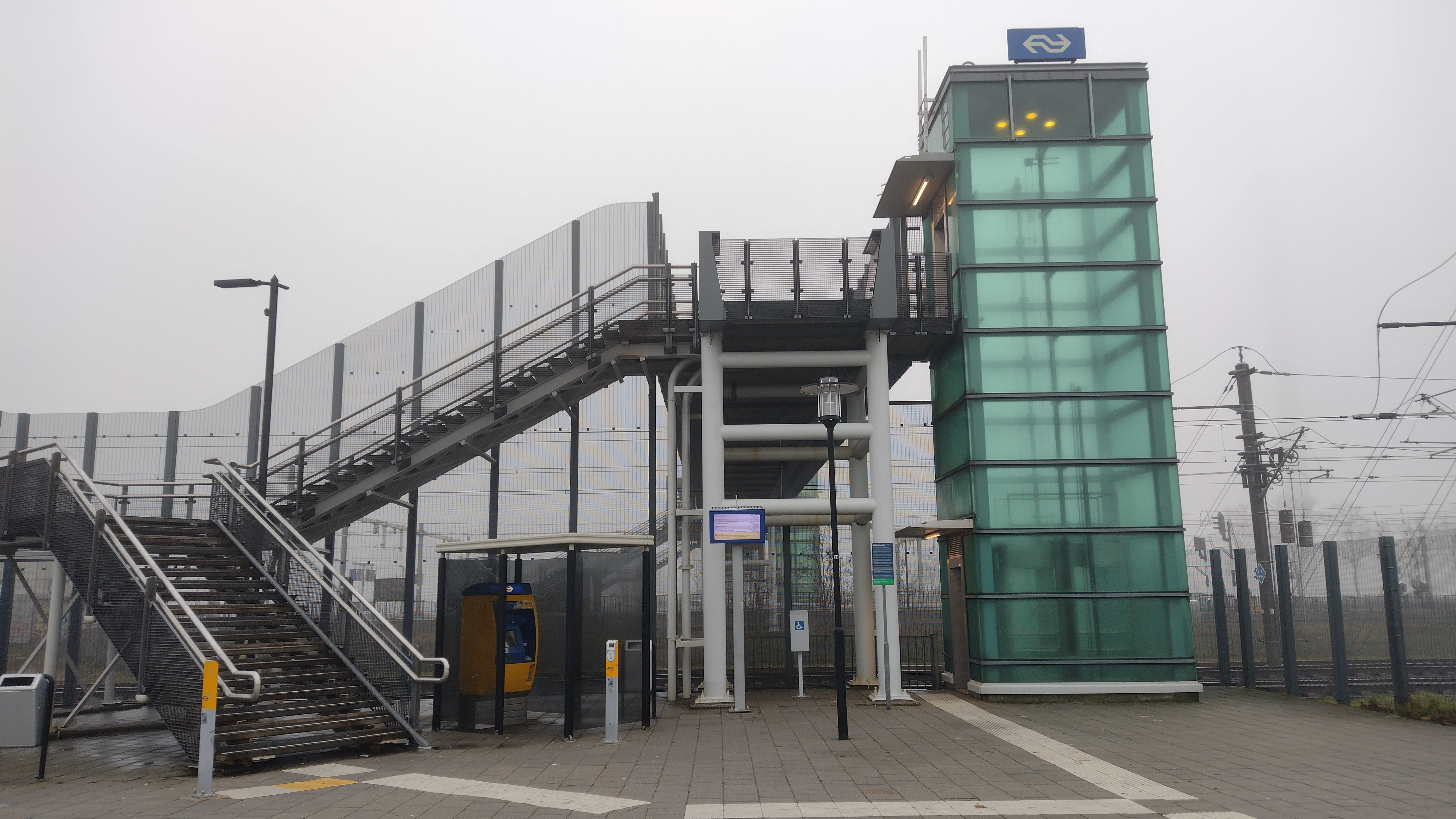
Voorzijde van het station
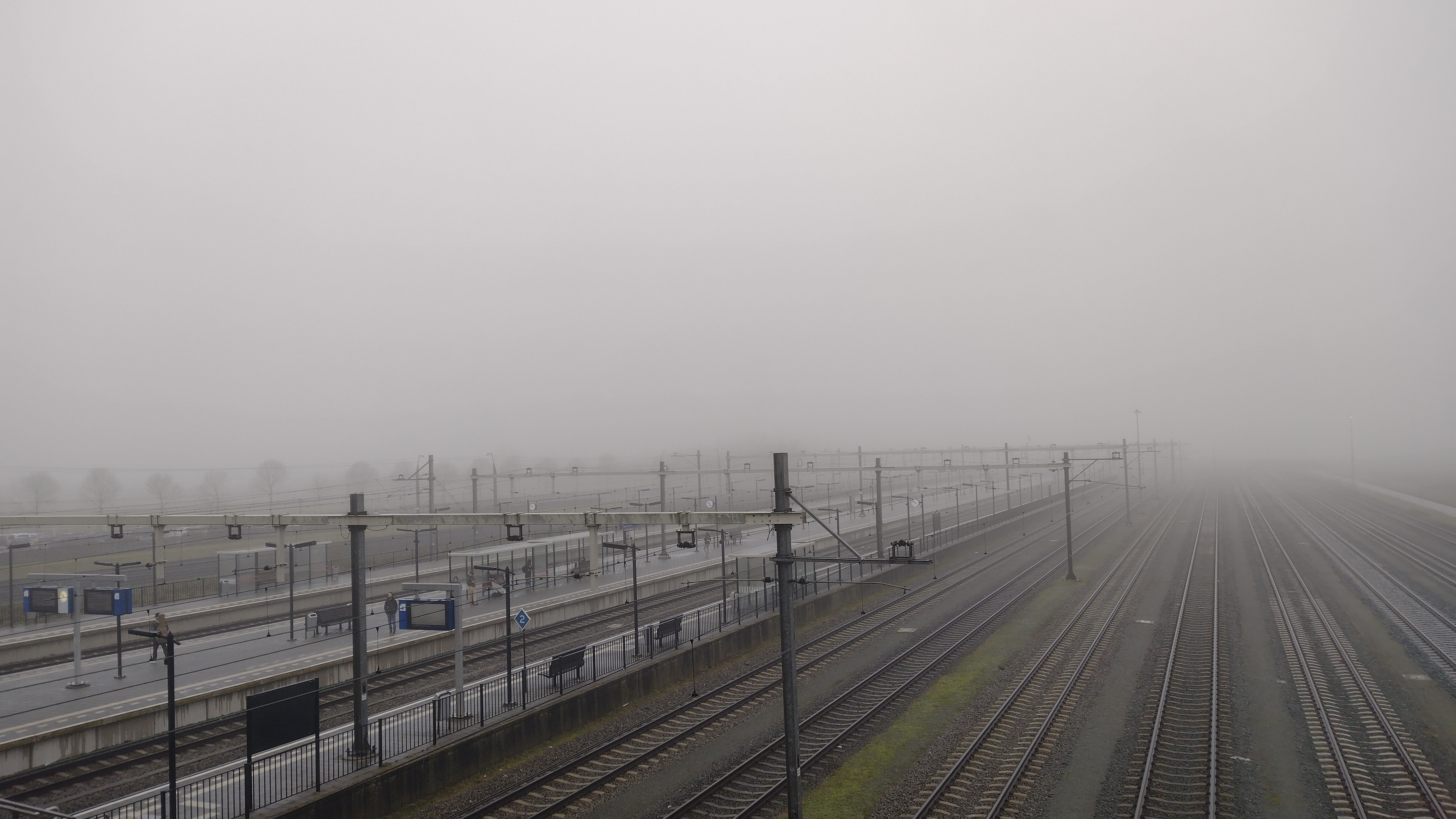
Perrons op een mistige dag